# Шкарић
Шкарић је насељено мјесто у општини Шамац, Република Српска, БиХ. Према попису становништва из 2013. у насељу је живјело 314 становника.

## Становништво
| Демографија | Демографија | Демографија |
| Година      | Становника  | Становника  |
| ----------- | ----------- | ----------- |
| 1948.       | 268         |             |
| 1953.       | 302         |             |
| 1961.       | 339         |             |
| 1971.       | 333         |             |
| 1981.       | 365         |             |
| 1991.       | 298         |             |
| 2013.       | 314         |             |